# 天神乱漫 -LUCKY or UNLUCKY!?-
『天神乱漫 -LUCKY or UNLUCKY!?-』（てんしんらんまん ラッキー オア アンラッキー）は、ゆずソフトが2009年5月29日に発売したアダルトゲーム。ゆずソフトの4作目となる作品である。
今作では、ブランド初のWebラジオ、コミカライズといったメディアミックスを発売前より積極的に展開している。また発売に先駆けてメインヒロイン4人のキャラクターイメージソングが発売された。攻略キャラはメインの4人、サブの2人の計6人。
2010年3月25日にラッセルよりPlayStation Portableへ移植した『天神乱漫 Happy GO Lucky!!』が発売された。2021年12月24日にはゆずソフトSOURよりUIを最新作に合わせ刷新しさらにフルHD化したPC版への逆移植（全年齢版）がDMM/DLsiteでダウンロード販売。『ゆずソフトPENTABOX』の特典としてDLコードが付属している。。
2024年9月20日にロットアップした。

## ストーリー
主人公千歳春樹は、生まれながら不幸な体質の持ち主であった。しかし、長年の不幸を経験している本人は、何時しかそれを「平穏な日常」と認識していた。そんなある日、更なる「不幸（？）」が突然やって来る。自分宛に「生物」とシールが貼られた大きな荷物が届けられたのだ。不審がりながら開けると、中から神を自称する少女が姿を現して、こう宣言する。
「お主を天罰から守るために来た」
……こうして、春樹の不幸で平凡な日常は、更に加速していく。

## 登場人物
※担当声優は旧PC版（18禁） / PSP・新PC版（全年齢）の順。

### 主人公
千歳 春樹（ちとせ はるき）
主人公。水薙学園に通う2年生。両親は仕事の都合で海外に住んでいる。
物を紛失する、不良に絡まれるといった生まれつきの不幸体質の持ち主。ただし周囲の人々の気遣いなどが功を奏して真っ当な人間として育っている。
不幸に直面する事が多いためか多少のアクシデントには慣れており、また不良にも頻繁に絡まれるため喧嘩も強い。不運で財布を落とす等で損失する恐れがあるため、小遣いは1日200円（佐奈が管理）。
不良に絡まれて喧嘩に巻き込まれた事により停学処分を受けた事もあるが、先述の通り性格は真っ当で学力も学年上位レベル、更に作中では異性から告白されるシーンもある。
彼の不幸の正体は一族代々伝わっている「神の天罰」であり、もともと天罰が無くても不運体質である事も重なって、強運の持ち主である祖父や父と比べて様々な不幸に見舞われている。人間的にも手先も不器用で不幸も相まってよく怪我をする。
名字の色の由来は千歳緑。

### メインヒロイン
卯花之佐久夜姫 （うのはなのさくやひめ）
声：高志麻矢 / 伊藤静
長い間、真日羽市を管理してきた土地神。その役職しか従事していなかったために、上役の神から神の検定試験を与えられた。しかし、本人は何故か神の座には興味なく「千歳家の天罰そのものを帳消しにする」という条件に着目している。神通力のような不思議な能力が使え、記憶の上書きや催眠術で春樹の家族(親戚）、クラスメイトに成りすましている（本人によると催眠術は五円玉でも可能）。戸籍上は「卯ノ花姫」という名であり、周囲の人物（特に葵）からは「ヒメ」と呼ばれる。また、春樹と接吻することで、彼の不幸なエネルギーを吸い取る（慣れないうちは春樹自身の体力も吸い取ってしまった）。能力はかなり高く、乗用車一台を横転させたり、春樹の目からレーザービームを出させることもできる。春樹の不幸を祓う存在であるが、好奇心が旺盛なため自身がトラブルメーカーになることも。普段からぶりっ子のような芝居をしたり、ノーパンであることを公言し、さらに春樹との関係を周囲に誤解を招くような表現で話し、相手（春樹）の反応を見て楽しむ小悪魔的性格。ただし、泳げなかったり、上役の神に騙されたり(宅配便の何たるかを理解しておらず、段ボール箱に入れられて送られた）と自分の汚点を言われると怒鳴る場面もある。また人間社会の現状は漫画を読むことで理解しており｢左手は添えるだけ」など時折神とは思えないようなマニアックな発言をする。
実は、彼女はかつて「咲夜」の名を持つ人間であり、死後に祖霊を経て土地神となった。春樹と恋人になった後、自分しか知らない秘密を教えて欲しいという春樹の言葉に対し「咲夜」の名を教えた。ちなみに、彼女のメッセージウィンドウの表記は主人公との関係性が変化することで「???」→「神様」→「姫」→「咲夜」へと変化する。
名字の色の由来は卯の花色。
竜胆 ルリ （りんどう るり）
声：成瀬未亜 / 同左
卯花に仕えている少女。一人称は「ルリ」で、殆どの場合台詞の中のキャラクター名はひらがな表記（例：春樹→はるき）。見た目は和服を着た小さな少女だが、元は森に住むキツネであり、今でも白いキツネの姿になれる。また人間の姿でも獣耳と尻尾を自由に隠す事ができる。主人である卯花を慕っていたが、彼女が自分の元を去ったため追いかけてきた。自分たちが離れ離れになったのは春樹が直接の原因と思っており春樹を敵視している。尻尾の手入れが趣味、興味を持つと舐めたり嗅いだりする、好意を抱く相手に狩った小動物を渡すなど、性格や言動も動物っぽい。「ウジュルウジュル」など独特の擬態語を会話に入れる。卯花とは対照的に世間の事柄には疎く、以前の森での暮らしの価値観で発言する短所がある（男女の恋愛模様を「子孫を残すのは当然」、風邪をひいた春樹の熱を下げるのに「死ななきゃ冷たくならない」と判断するなど）。着物姿ではCGから卯花と同様にノーパンのようだが、作中では明言されていない。途中から、卯花同様学園に通うことになる（教室は佐奈のクラス）が、度々授業を抜けて行方をくらましている。駄菓子の『うみゃい棒』(元ネタはうまい棒か）が大好物で、ご飯にかけた上で醤油やマヨネーズ、ココアパウダーなどありとあらゆる調味料を加えた『うみゃい棒丼』を考案するほど。
かつて、初めての人間の友達である少女が、祖父と死別して哀しんでいたため「蘇生の秘薬」と偽ってある薬を渡した過去がある。その少女は墓を暴いて祖父の亡骸に薬を飲ませるが、これにより（おそらく死者への冒涜として）天罰を受けることになる。彼女こそが春樹の先祖であり、彼の天罰の根源となっていた。説明した卯花自身、罰を与えること自体には納得しているが、少々重すぎるのではないかと考えている。また、ルリはこの時の嘘が原因で、卯花と長きにわたり暮らし続けなければならないという天罰を受けている。ルリルートでこの先祖の幽霊と再会するのだが、春樹が彼女を女の子と知らなかった事や虎太郎に憑依した事、そして、カズという男の子とも取れる名前で会ったことから色々と誤解を招く事になる。
名前の色の由来は竜胆色と瑠璃色。
千歳 佐奈 （ちとせ さな）
声：安玖深音 / 後藤麻衣
春樹の妹。家事全般が得意で、春樹を観察して彼の世話を焼く事を趣味としている。兄に依存している為か、彼と2人きりになると暴走する(いわゆるブラコン）。また、少しでも兄に誤解（特に卑猥な）を抱くと、一人でとんでもない妄想世界に入ってしまい、必ず自分の身を奉げようという結論に至ってしまう。そういう時、なぜか（おそらく照れ隠しに）最後に「兄の分際で」や「変態兄」などと暴言を付け加える(いわゆるツンデレ）。突然我が家にやって来た上、目の前で春樹にキスをした卯花にヤキモチを妬き、当初は春樹の口を消毒しようとしたが、直後に彼女の素性を聞いて受け入れる。ルリにとっては面倒見がいい姉のような存在。ちなみに、彼女はヒロインキャラとしては『ぶらばん!』以来となる誕生日が判明しているキャラ（6月8日生）で、尚且つ、ゆずソフト公式HPの「ゆずログ」で祝われたキャラである（それまでは『ぶらばん!』のキャラしか祝われていなかった）。ドラマCDなどでは既出作品のパロディネタがあった場合、そのキャラのモノマネでノリツッコミすることが多い。
戸籍上は「千歳」だが、実は幼少時代に迷子になっていた時に春樹と出会った少女。つまり義妹。それ以前の記憶がなく身寄りが見つからなかった為、千歳家に引き取られた。従って春樹とは血はつながっておらず、天罰も受けていない。その正体は幽霊と同一視される「御霊人（みたまびと）」と呼ばれるもので、祖霊の状態の時に神の力の余波を受け、不安定ながらも一時的に復活した存在。自我も不安定な状態で町を彷徨っていた時に春樹と偶然出くわし、天罰という神の力を無意識に利用して安定化し現在に至っている。そのため卯花の神の力や、ルリが調合した薬品は直接効果を与えることができない。ただ、そのような経緯があるため、神の力に直接影響を与える御神体などにはあまり耐性がない。
山吹 葵 （やまぶき あおい）
声：佐本二厘 / 同左
春樹の幼馴染みの少女。本人も言っている通り、春樹とは特に言うような事も無い至って普通の友人関係。
活発で竹を割ったような性格だが、恋愛には鈍感。いろいろな部活の助っ人や生徒会の手伝いをしているが、本人はどこにも所属していない。責任感が強いのか少々周りに気を使いすぎる面があり、時折無理をしてしまうことも。
異性からは人気があり時々告白もされるのだが、知らない人から告白されても困るという理由で全て断ってきた。
実は春樹に対して想いを募らせているのだが、自身が恋愛に鈍感なため気持ちに気づかず無意識に追いやっている上、春樹の天罰が奇妙に作用して春樹への好意を封印のような形で隠してしまっている。後に、これらが原因となってドッペルゲンガーのような存在を生み出してしまう。
名字の色の由来は山吹色。

### サブヒロイン
常盤 まひろ （ときわ まひろ）
声：遠野そよぎ / 岡嶋妙
水薙学園の学生会長で攻略キャラの1人。容姿、能力、人柄とも理想の存在。
実は周囲の人間と違う価値観を持っており、かつてそれが原因で学校で虐められたり親に気味悪がられたりした経験を持つ。現在の自分象は、そんな「異質な本当の自分の姿」を周囲に悟られないように作り上げた演技である。
自身を反映したような太宰治の『人間失格』を愛読しており、作り物の笑顔と見抜いた主人公に人間失格と同じく秘密の露見を回避するため交際を申し込む。
好きな食べ物はカレーで自宅でもよく作っている。カレーを作る際に強い拘りを持っており、材料の切り方、肉の煮込み方、スパイスの調合など少しでも間違えれば最初からやり直すという徹底ぶりをドラマCDで見せた。その本格的なカレーにいくつかレパートリーがありどれも時間がかかるものばかり。ドラマCDではチキンカレーだったが完成まで3時間ほど(進行上手を抜いたが実際は6時間かかるという)。
名字の色の由来は常盤色。
烏羽 紫（からすば ゆかり）
声：夏野こおり / 田口宏子
春樹の担任教師で、攻略キャラの1人。煙草を隠れては吸っているが、火の付け方すらおぼつかずうまく吸えずにむせている。無骨なオイルライターを所持しており、若くして死んだ兄を模倣している。
若い年齢ということも相まって生徒たちに人気がある一方、恋人となった主人公を所有物として「あたしの物」と呼び、事あるごとに言葉攻めをしてくるサディストな一面を併せ持つ。学生時代はブラコンだったことが渉の口から明かされる。
自分の名前が「烏羽（からすば）」ではなく「鳥羽（とば）」と間違えられる事があり、生徒たちに忠告している。渉とは同級生でいろいろしてきたようであまり当時の事を語らない。彼女が教師を志した理由も兄が深く関わっている。
名前の色の由来は烏羽色と紫。

### サブキャラクター
木賊 朋花 （とくさ ほのか）
声：みる / 壱智村小真
春樹のクラスメイトで新聞部に所属する少女。一人称がボクであるなど、ボーイッシュな性格で、クラスのムードメーカー。葵とは大の親友で、彼女同様、他人と気さくに接する明るさだが、後に彼女が作った新聞の虚言が、春樹の印象を悪くしていたことが判明した（本人に悪意はなく、ただ皆を楽しませたいという善意であった）。PC版では全キャラ攻略後に葵と3Pするおまけルートが存在する。
名字の色の由来は木賊色。
山吹 渉 （やまぶき わたる）
声：五行なずな / 小野涼子
葵の姉で春樹の家である喫茶店「Robin」の従業員。豊富な紅茶の知識に反比例して、コーヒーの知識は乏しい。葵がはまっている昼ドラに自身も興味を持ち、録画保存を彼女に頼んでいる。学生時代は紫と友人同士だった。
東雲 庵 （しののめ いおり）
声：本多啓吾 / 高橋伸也
周りからは空気の読めない奴、バカな人と認識されている（実際にそうなのだが）が、実は学年首席で全教科平均は95点を越える。勉強方法は出題範囲の教科書を丸暗記するだけ(以前は進学が危ぶまれるほどひどかったらしいが、そのことに頭を抱えた当時の担任に「教科書からしか出さないから教科書を覚えろ」と言われてから覚えるようにしたら次のテストで満点を取ったほど。しかし、教師たちはそのことが信じられず、もう一度テストを受けさせた)。
学園が夏休みなどの長期休暇に入ると一人で旅行に出かけるのが趣味だが、旅行先で本人も気づかないうちに危険な目に合う事も多い。また旅行に備えて貯金をしているため常に金欠で、クラスメイトから弁当のおかずを分けてもらったりアルバイトをしながらお金を貯めている。最近400ccの単車を購入したため、ますます金欠気味。
名字の色の由来は東雲色。
浅葱 虎太郎 （あさぎ こたろう）
声：榊原ゆい / 同左
春樹の幼馴染みで神社の跡取り息子。少々毒舌(特に庵に対して)だが決して冷たいわけではなく、困っている友達はめんどくさがりながらも助けるタイプ。また幼い頃よりも劣っているが強力な霊感体質。
作中でもその霊感体質のせいで卯花の上役の神との対話手段として何度も体を乗っ取られたり、春樹の先祖に取りつかれたりと結構散々な目にあっているが、幸か不幸か本人は憑依されている時の記憶が無い。カウントダウンムービーでは過去に発売された作品のみるが声を担当したキャラに憑依されている。
名字の色の由来は浅葱色。
千歳 眞一郎 （ちとせ しんいちろう）
声：タケムラ / 麦人
春樹の祖父で喫茶店「Robin」のマスター。紳士的で穏やかな性格の好々爺だが、女性に堂々とセクハラ発言をするため春樹の悩みの種となっている（だが、時にこの発言が恋愛で悩む春樹を前進させることもある）。卯花の力によって、彼女は千歳家の遠い親戚であると記憶を改変されている。春樹と同様に天罰を受けているはずだが、稀に見る豪運の持ち主であり不幸をものともしない。Robinの裏方には何故か拷問部屋らしき空間があり、ルリの発言で渉とともに誤解を生み、それを使って春樹を尋問した。かなり広い人脈を持ち、大工や組長などの知り合いがいる。
老竹 幹雄 （おいたけ みきお）
声：藤流水 / 近藤隆幸
春樹の学年の主任教師。厳格な性格で融通が利かない。不良に絡まれた春樹が起こした騒動から彼を監視し、春樹の苦手な存在となっている。ただし生徒の頑張りなどは正当に評価しており、職員会議において他の教師を説得して春樹の活動の後押しをするなど、影ながら生徒を思いやる心を持っている。
名字の色の由来は老竹色。
上役の神
詳細は不明。卯花の直属の上司で彼女に今回の試練を与えた張本人。卯花に対して嫌がらせとも取れる措置を取るため、卯花に“いけ好かない奴”と思われている（ただし卯花はこの措置を「試練の一環」と解釈している部分もある）。
ナルシストな面が見受けられるものの、神としての誇りはきちんと持っている。そのため、どんなに困った人間がいようとも、特定の人間に対し過度のえこひいきを行うことはなく、どんなにわずかな影響であろうとも、むやみに人間界の秩序を乱すような力の使い方は決してしない。自分の存在自体も世界に影響を及ぼす危険があるため直接顕現せず、作中では虎太郎やルリの肉体に憑依して春樹らと接触する。
佐奈に関しては強引に御霊人に戻すようなことは考えていない模様。

### PSP・新PC版追加キャラクター
市杵宍姫命（いつきししひめのみこと）
声：- / ゆかな
春樹の騒動が切っ掛けで永い休眠から覚醒した神。戸籍上は「宍戸若葉」という名である。土地を治める卯花と違い、「穢れ」を祓うことで摂理を守っている「穢れ祓いの神」。
性格は楽観的で面倒くさがりだが、自分の任務をこなす責任感がある。またMの一面も持つ（だが本人は毎度MではなくドMであると言い直している）。
ゲーム好きでもあるが、人間界で暮らすことになった時にぴゅう太(1982年発売）が売りきれているか心配したり、バーチャルボーイ(1995年発売）で遊ぶなど明らかに世間より遅れている。
名前の由来は市杵嶋姫命。
蘇芳（すおう）
声：- / 阿澄佳奈
市杵のお目付け役で、卯花にとってのルリに当たる存在。狸のような耳が生えているが、人間であるのか、動物であるのかは特に言及されていない。家事が得意。戸籍上は「宍戸蘇芳」という名で市杵の弟扱い。頼まれごとを断れない気弱で優しい子。性別は男性であるが、本人が嫌がっているのにもかかわらず、市杵の嗜好で女装させられている。
名字の色の由来は蘇芳色。

## 用語
公式サイト及び体験版を参照。
真日羽市（まひわし）
主人公たちが住む地方都市。真日羽駅（駅舎は六甲道駅がモデル）を中心に発展した都市で、駅前は多くの人々で賑わっているが、駅前から少し離れると閑静な住宅街や山林が広がっている。市内の長い歴史を誇る神社を目当てに訪れる観光客も多い。
モデルは神戸市灘区の六甲道駅周辺。
水薙学園（みずなぎがくえん）
主人公達が通う学園。公立か私立かは不明。女子用制服はピンクのセーラー服、男子用はクリーム色のブレザー。学園ごとにネクタイもしくはリボンの色が異なる。全校生徒500名ほどの中規模校だが、基本的な設備は整っており、進学校として地元での人気が高い。
雲雀市（ひばりし）
隣駅にある街。真日羽市より規模は大きいらしく、真日羽市の若者が遊びに行くときには、大抵この街まで出ている。また紫が住む街でもある。モデルは渋谷区のマルイシティ周辺。
Robin
真日羽市の商店街にある喫茶店。千歳家に隣接している。眞一郎がマスターを務めており、渉が働いている店でもある。クラブサンドが人気。春樹たちも利用しており、貸し切りにすることもある。渉が駄菓子をよく子供たちにあげるため、それを目当てに出入りする近所の子供たちも多い。
祖霊
個性を失った魂の集合体。死んだ人間の魂は一度この一部になるが、素質を持った魂は神によって選びだされ、再び個性(人格）を与えられて神になることができる。　
御霊人（みたまびと）
世間一般では幽霊と同一視される存在だが、幽霊と異なり、この世に未練や恨みがあるわけではなく、元々は祖霊の一部にすぎなかった魂が何かの拍子に個性を与えられて生まれてしまった存在。ある意味「神になりきれなかった魂」と言える。人格は存在するものの、生前の記憶は失われている。
通常は神としての力を使い果たして再び祖霊の一部に戻るが、佐奈のような例外も存在する。中途半端な存在のため、普通の人間には見えない。

## スタッフ
- 原画：むりりん、こぶいち、セレビィ量産型（SD原画）
- シナリオ：天宮リツ、北川晴
- 音楽：Famishin、Angel Note
- CG：煎路、モドキさん
- ムービー：ろど
- ディレクター：煎路

## 主題歌
PC版
- オープニング：メチャ恋らんまん☆
  - 作詞：榊原ゆい
  - 作曲：Famishin
  - 編曲：井ノ原智（Angel Note）
  - 歌：榊原ゆい
- エンディングテーマ：MUGEN∞MIRAI
  - 作詞：神代あみ
  - 作曲：Famishin
  - 編曲：椎名俊介（Angel Note）
  - 歌：神代あみ

（Angel Note制作）
オープニングはYouTube版とダウンロード版の2種類のムービーが存在する。アニメパートの振り付けは歌唱している榊原ゆいが担当している。また、サビの部分で見られる片足立ちのポーズは「乱漫ポーズ」または「荒ぶる天神乱漫のポーズ」と呼ばれ、ゆい自身がブログで取りあげたり、オーラの滝!で話題に使われたほか、ニコニコ動画を利用するユーザーなどにも印象が深いものとなっている。なおアニメパートはオープニングのうちの数箇所だけだが、ゆいは1曲分全ての振り付けを作っており、ライブで披露するだけでなく、後述の「イケ僕」に全てのパートが記載されている。またPSP版のデモムービーではアニメーション（ダンス部分）のカットが増えている。
ちなみにオープニングは、元々「ぶらばん」時にNGとなった原曲にアレンジを加えたものであることが、後に語られている。

## 反響

### 批評
『PC Angel neo』2009年8月号に本作のレビューが掲載された。レビュアーの幹きりんは、本作の作りは非常に丁寧であるとし、全体的にコミカルであるため肩の力を抜いてプレイできるとしている。一方、予想を裏切らない流れは御都合主義的であると評し、物語に意外性や驚きを求めるユーザーには物足りないだろうとしている。ともあれ、キャラクターとの掛け合いを楽しむというコンセプトであれば受け入れられるだろうとしている。

## 関連商品

### CD
天神乱漫 オリジナルサウンドトラック
2009年8月21日発売(2100円)。またサウンドトラックには、ヒロインのキャラソンCDも収納できるBOXセットも販売された（こちらは2625円）。

#### キャラクターイメージソング
- Charge Of Soul（2009年2月6日発売）
  - 1.キャラクターソング「Charge Of Soul」
    - 作詞：Riryka
    - 作曲：Famishin
    - 編曲：R.EAST
    - 歌：卯花之佐久夜姫（CV：高志麻矢）

  - 2.キャラクターソング「Charge Of Soul」カラオケバージョン
  - 3.オリジナルミニドラマ その1「風邪をひいたら!?」

- 小さな願い（2009年2月20日発売）
  - 1.キャラクターソング「小さな願い」
    - 作詞：kala
    - 作曲：Famishin
    - 編曲：椎名俊介
    - 歌：竜胆ルリ（CV：成瀬未亜）

  - 2.キャラクターソング「小さな願い」カラオケバージョン
  - 3.オリジナルミニドラマ その2「目指せ人気者!」

- With You!!（2009年3月6日発売）
  - 1.キャラクターソング「With You!!」
    - 作詞：神代あみ
    - 作曲：Famishin
    - 編曲：不知火つばさ
    - 歌：千歳佐奈（CV：安玖深音）

  - 2.キャラクターソング「With You!!」カラオケバージョン
  - 3.オリジナルミニドラマ その3「魅力UP大作戦」

- モットー（2009年3月19日発売）
  - 1.キャラクターソング「モットー」
    - 作詞：中山♥マミ
    - 作曲：Famishin
    - 編曲：BAL（内藤侑史＆山田屋カズ）
    - 歌：山吹葵（CV：佐本二厘）

  - 2.キャラクターソング「モットー」カラオケバージョン
  - 3.オリジナルミニドラマ「初めてのおつかい」

作詞・編曲者は全曲ともAngel Note所属である。

#### オリジナルミニドラマ
キャラクターソングに収録されているドラマCD。卯花だけは「風邪をひいたら!?」にしか登場していないが、他の3人は全話に登場。各ドラマトラックの開始時には「天神乱漫は…（略）…淡々と描いたものです。…（略）…聴きやがってください。」という煽り文句が流れるが、これはテレビアニメ『みなみけ』において南千秋が言う台詞が元ネタである。
『風邪をひいたら!?』
春樹が風邪をこじらせてしまった。彼の体の具合を心配する面々だったが、何故か「誰が春樹に風邪薬（座薬）を入れるべきか?」という議論に発展していき……。
『目指せ人気者』
ツンデレに興味を持ったルリが葵に訪ねてきた。佐奈も加わりツンデレの定義について話し合うが、元々ツンデレじみた性格の彼女たちの会話は……。
『魅力UP大作戦』
突然佐奈が、「（兄の気を惹く為に）胸を大きくしたい」と言い出した。そのためルリが調合してくれた怪しい薬を試してみるが……。
『初めてのおつかい』
佐奈にマフィンを作ってもらうため、ルリが1人で買い物に行く事になった。それを心配した佐奈は、こっそり後をつけていくが……。

### 漫画
電撃G's Festival! COMIC Vol.6（2009年4月25日発売）より連載。作画：やまぶき綾。
1. 2010年8月27日発売。（ISBN 978-4-04-868892-5）
2. 2011年12月17日発売。（ISBN 978-4-04-886176-2）

### 小説
- 天神乱漫〜夏の夜の悪夢（ゆめ）〜

著：糸井健一
なごみ文庫（ハーヴェスト出版）から2010年1月1日発売。ISBN-139784434136320

### 書籍
- 天神乱漫 オフィシャルガイドブック

2009年8月21日発売。
- いけ!いけ!僕らの『天神乱漫』 IKEBOKU BOOKS （ISBN 9784434138294）

ハーヴェスト出版から2010年1月1日発売。
- 天神乱漫 Happy Go Lucky!! オフィシャルビジュアルファンブック

2011年1月14日発売。

## カウントダウンFLASH
前々作E×Eより続いている「カウントダウンFLASH」は今作でも健在である。ただし、過去2作が当時ネットで話題となったネタを使用しているのに対し、今作ではやや古いものも扱っている。その理由は、FLASH中のセリフによると「そのネタが分からない人は、このサイトに来ていい年齢（18歳以上）ではない」とのこと。またある回ではみるが演じた歴代ゆずソフトのヒロインが揃う場面がある。

## Webラジオ
- 天神乱漫! オーラの滝! 〜まいなすイオンがでてますよ〜

音泉配信のラジオ番組でブランド初制作である。パーソナリティは木賊朋花役のみる、浅葱虎太郎役の榊原ゆい。詳細はリンク先を参照。